# ファミコンウォーズ
ファミコンウォーズ（Famicom Wars）は、任天堂より発売されたウォー・シミュレーションゲーム、およびシリーズの名称。関連作である『ゲームボーイウォーズ』シリーズについてもここで述べる。

## 概要
本作は、兵器生産、都市占領、敵兵力壊滅、敵拠点制圧を目的とするウォー・シミュレーションゲームである。システムは初心者向けに整理・簡略化されており、ユニットの種類と登場する勢力は2から5と少ない。また基本的に成長の要素はない（後の作品では2段階のみレベルアップするルールも登場）。乱数要素があまりなく、戦闘の結果を予想することができる。そのため、詰将棋のように何手も先を見越した作戦を立てることができる。
主なシステムは後に同スタッフが開発したシミュレーションゲームの『ファイアーエムブレム』シリーズに流用されている。一方、近作では、作中で「ショーグン」（「将軍」ではない）と呼ばれる司令官の登場と共に、ストーリーモードが用意されているなど、『ファイアーエムブレム』の要素を取り入れた面もあり、相互に影響を与えている。
なお、その『ファイアーエムブレム』シリーズと同様に1990年代までの作品は日本国外向けに展開されておらず（『ファイアーエムブレム』は2003年の『烈火の剣』が初海外展開）、2001年の『ゲームボーイウォーズアドバンス（Advance Wars）』が初めての日本国外発売作品である。しかし、本シリーズは海外で特に人気が高かったため、その後は日本開発であるにもかかわらず海外先行発売となったり、イギリス開発のスピンオフ作品『突撃!!ファミコンウォーズ』シリーズが登場するなど日本国外中心の展開がなされ、北米で2008年発売の『ファミコンウォーズDS失われた光』は日本国内での通常販売が行われず、アメリカ・WayForward開発の『Advance Wars 1+2: Re-Boot Camp』は国内ローカライズ予定がない状態となっている。

## 主なユニット
登場するユニットは作品によって異なる。また、ユニットの細かい性能も作品によって異なる。戦艦のように大幅に性能が変更されたユニットもある。
※レッドスター、ブルー（ホワイト）ムーン共にユニット性能の差は無いがレッドスターは常に先手で戦える、ムーンは地の利に恵まれ初期の占領済の地がやや多いという利点がある。

### 兵士
- 歩兵 - 基本となるユニット。攻撃力は無いが、防御力と機動力はあり基地（首都）、都市、空港、港、工場を占領できるのが最大の特徴。
- 戦闘工兵/バズーカ兵 - 都市、空港、工場、港の占領が可能。歩兵よりも機動力が低いが軽戦車並みの攻撃力があり、DSでは一部の地形コストがなくなり一定の移動力で移動できるようになった。
- 特殊歩兵 - GBW3に登場。グレネード弾と海を移動できる。
- バイク兵 - 「失われた光」より登場。バイクに乗った歩兵で移動力が大幅に上がり、コストも抑えられた優等生。

### 地上兵器
- 補給車 - 弾切れ、燃料が不足している部隊への補給が可能なほか、アドバンスでは兵士を搭載して遠方まで輸送ができる。敵ユニットへの攻撃手段は持たない。GBW3ではそれぞれ補給ユニット（給油機、補給タンカー）が登場した。
- 装甲車/兵員輸送車 - 機銃で攻撃し、人間兵を搭載し戦場の足にもなる。GW3には派生ユニット輸送トラックが登場した。
- 偵察車 - 「スーパー」より登場。機銃で攻撃し、歩兵一掃に向いている。索敵戦では、広範囲を見渡せる。
- 戦車B/軽戦車 - 装甲車一掃に向いている。FCやGBWでは廉価版戦車Aだが、スーパーやGBWA以降は重戦車よりも移動力が高い。
- 中戦車 - 「スーパー」のみ登場。軽戦車と重戦車の中間で陸での主力となる。
- 戦車A/重戦車 - 戦場の花として攻撃の要となる。さらに大型の戦車Zや重戦車、新型戦車、弩級戦車、駆逐戦車、傭兵戦車などが登場する作品もある。
- 自走砲B/自走砲 - 間接攻撃ユニット。遠距離攻撃が可能な代わりに近接攻撃はできない。また、1ターンには移動と攻撃のどちらかしか行えなえず兵士への攻撃に対しては効率が悪い。
- 自走砲A -FCとGBWに登場。自走砲Bの上位機種。特徴は同じだが射程が上がっている。ただ、近距離には撃てない。
- ロケット砲 -「スーパー」より登場。自走砲Aのリメイク。車輪移動のため自走砲より地形に足を取られやすい。
- 高射砲/対空戦車 - 航空機に威力を発揮する戦車。高射砲には対地武器は無い。対空戦車は、歩兵にも強い。
- 対空ミサイル - 間接攻撃ユニット。ロケット砲の対空攻撃仕様。
- ロケットランチャー - GBWより登場。間接攻撃ユニット。対地武器を搭載しており、特に歩兵に対して大ダメージを与えられる。
- 砲台-GBWのみ登場。防衛戦に真価を発揮し、敵の進行を抑えるのが主な役目だが威力があるので攻撃にも使える。移動力、燃料が1しかないが補給車に搭載して運ぶことができる。
- 列車砲 - 「スーパー」のみ登場。カノン砲の他マシンガンも装備した最強の砲台。ただし、移動は線路内でしか移動できない。
- パイプランナー - DSより登場。強力な砲台を持つがマップにあるパイプと工場を行き来する事しかできない。列車砲をヒントに作られたものと思われる。
- 照明砲 - 「失われた光」より登場。索敵戦において、照明弾を撃ち込んで周りを照らす。
- 対戦車砲 - 「失われた光」より登場。砲台に車輪を付けた昔の野砲が進化したもの。自走砲と違い、近接攻撃もできる。
- ヘルリウム - DSより登場。隣り合う海上兵器以外（ブラックボム、ミサイルを除く）の兵器を全て一撃で破壊する。一ターン一マスずつ動く化学兵器。
- 工作車 - GBW3と「失われた光」に登場。マップに拠点や道路の建設ができ、「失われた光」では平地に簡易港や簡易空港が建設できるうえ、他作品の補給車の役割も兼ねる。
- コンバットバギー - GBW3に登場。バズーカ装備の車両兵器。
- 戦闘車両 - GBW3に登場。バズーカに装甲を備えた車両。
- 歩兵戦闘車 - 戦車と装甲車の中間。戦車砲をつけた車両。

### 飛行兵器
※毎ターンの開始時に燃料が消費され、0になると墜落する。消費する燃料はユニットの種類により異なる。
- 輸送ヘリ - 歩兵、工兵の輸送が主な役目。非武装の場合が多いが作品によっては機銃が装備されており、壁や空の歩兵としても使うこともできる。
- 戦闘ヘリ - GBWより登場。対地・対空攻撃のどちらも可能だが、威力はそれほど高くはない。
- 爆撃機 - 対地攻撃、対艦攻撃に絶大な威力を発揮する。しかし対空兵装はなく戦闘機には弱い上、反撃できる場合も隣接する兵器に限られる。
- 戦闘機 - 対空攻撃において最強のユニット。移動力も全ユニット最高である。シリーズによっては対地攻撃も可能。
- 攻撃機/艦載機-  スーパーより登場。爆撃、対空二つの兵器を兼ね備えたが攻撃力は中途半端な器用貧乏。艦載機は「失われた光」より登場し空母でしか生産できないユニットで、攻撃力は高いが燃料は少ない。
- レーダー輸送機 - GBWに追加された索敵モードのみに登場。生産する事で周りを照らす範囲が大幅に増す。地上兵器搭載も可能。
- スーパーミサイル - GBWより登場。最終飛行兵器、攻撃範囲内のユニットを全て全滅させる。DSではブラックボムに名称変更。
- ステルス - DSより登場。潜水艦と同じくステルス時に燃料を多く消費するが隣接されない限り敵に発見されず戦闘機とステルス以外には攻撃されない。
- 輸送機 - GBW3に登場。車両兵器と兵士を運ぶ。武器が無い。
- 給油機 - 空の補給ユニット。
- 対潜ヘリ - GBW3に登場。魚雷を積んだヘリ。潜水艦から反撃ができない天敵とも言える存在だが防御が弱いため反撃ができる戦艦相手には分が悪い。

### 海上兵器
※飛行兵器と同じく燃料0になると沈没。
- 揚陸艦/輸送艦 - 陸ユニットの輸送が主であるが攻撃も可能。ただ一部のシリーズでは非武装となっている。
- 護衛艦 - 対艦・対空・対潜攻撃が可能で、ヘリユニットの輸送もできる万能ユニット。対艦戦闘は並だが対空・対潜戦闘は強い。
- 戦艦/イージス艦 - 間接攻撃ユニット。ロケット砲と対空ミサイルを兼ね備えたような性能を持つユニットだが防御は薄く、守りや防衛には向かない。『失われた光』では移動と同時に間接攻撃が可能となり、最強ユニットの座に返り咲いた。GBW3では代わりにイージス艦が登場する。
- 潜水艦 - GBWより登場。潜水中は燃料を多く消費するが、隣接されない限り敵に発見されない。護衛艦のみ弱点だがそれ以外の海上兵器には強い。
- 空母 - GBWより登場。現実では戦争の形を変えた海の主役であるが、このゲームは海中心の広大なマップは少なく初期の作品では飛行兵器の搭載、燃料と砲弾の補給が中心の「洋上輸送基地」といった立場で影は薄い。『失われた光』では武装が弱くなった代わりに洋上で艦載機の生産が可能になっており、空港の存在しないマップでは重要な航空戦力となっている。GBW3では大型と小型に分れた上、武装が大幅に強化され対艦、対空兵器としても強力な存在となっている。
- ミサイル艦 - 「失われた光」より登場。広い移動範囲と強力なミサイルを搭載しているが、ミサイルは一発のみ。
- ブラックボート - DSのみ登場。主に兵士の輸送が役目だが修理という艦隊を一台復活させ、補給も行うという特殊能力がある。
- 傭兵ミサイルフリゲート艦 - GBW3に登場。対都市ミサイルという都市を破壊する兵器を持つ。
- 補給タンカー - 補給ユニット。補給車、給油機と用途は同じ。

## 発売タイトル一覧

### ファミコンウォーズシリーズ

#### ファミコンウォーズ
ファミリーコンピュータ用タイトルとして1988年8月12日に発売。Wii用バーチャルコンソールは2009年5月19日、ニンテンドー3DS用バーチャルコンソールは2012年12月26日、Wii U用バーチャルコンソールは2014年12月3日、『ファミリーコンピュータ Nintendo Switch Online』は2019年12月12日にそれぞれ配信開始。レイティングはCERO：A（全年齢対象）。
マップは全17面。ユニットは、歩兵2種、車両8種、航空4種、海上2種。レッドスター軍とブルームーン軍が対戦。対戦相手をコンピュータにした時は強さを2段階切り替えられるが、これは思考能力が上がるのではなく、戦闘時のコンピュータ側の損害が、プレイヤー側と同等か一定割合少ないかの違いでしかない。また本作には索敵システムが無く、常に戦場マップ全体のユニットの配置を確認できる。初期の15面をクリアするとENDING MAP No.1、またはNo.2が登場。この16面目をクリアすると、軍事パレードをデフォルメしたようなスタッフロールが見られる。プロデューサーは横井軍平。セーブデータが消えやすい。
本作は人気に比して出荷数が少なく、店頭および中古市場では慢性的な品薄が続いた。そのため1992年に当時日本で最初に結成されたゲームソフト販売店の団体「ジャパンテレビゲームチェーン協会」の要請を受け、例外的に再発売された。なお再発売版は、セーブデータが消えにくくなるよう改良されている。
Wiiバーチャルコンソール版は、処理速度が速くなり、CPU側のターンを大幅に短縮できる仕様になっている。
開発
基本的な制作は、『メトロイド』のデザイナーである清武博二と松岡洋史の二人。プログラムはインテリジェントシステムズ。清武は主にオブジェクト担当で、松岡はマップデザイン構成を手掛けた。
本作の開発中のタイトルは『ファミ戦』である。発表当初の開発中のゲーム画面でもタイトルは既にファミ戦で完成しており、当時のゲーム誌での紹介でも発表以来しばらくこのタイトルで紹介されていた。また、正式タイトルが『ファミコンウォーズ』になった後も、サンプル版では製品版とは使用BGMが異なるなどギリギリまで調整が続けられていた。
『ファミコンウォーズ』でディレクターを務めた岡田智は、2022年7月15日のイベント「黒川塾 八十八」の講演の中で、元々PCゲーム『大戦略II』を気に入り、ファミリーコンピュータへの移植を考えたものの、版権元のシステムソフトが他社に権利を与えた後だったため、社内で権利侵害がないことを確認したうえで、自社作品として発売したと明かしている。
また、「ファミコンウォーズ」という名称は、社内でタイトルを募集したものの良い案がなく、任天堂社長の山内溥と相談のうえで決められた。

#### スーパーファミコンウォーズ
スーパーファミコン・ニンテンドウパワー専売、1998年5月1日書き換え開始。Wii用バーチャルコンソールは2010年2月16日、Wii U用バーチャルコンソールは2013年10月2日、Newニンテンドー3DS用バーチャルコンソールは2016年11月28日配信開始。レイティングはCERO：A（全年齢対象）。
ファミコン版をベースにCPU思考速度の大幅な短縮、新マップ、既存ユニットの調整､新ユニット、4人対戦など新システムの追加、4人対戦における同盟の有無の選択、レベルアップの有無の選択、索敵モードの追加、個性ある思考パターンを持つ4人の将軍と特殊能力を持つ将軍3人、計7人の個性ある将軍などの要素がある。開発者は加賀昭三。
なおファミコン版とほぼ同じマップも収録されているが、使用できるユニットに違いがあるために少し違った戦いが展開される。さらに新たに追加されたレベルアップあり、索敵モードありも選択できるので、これらをありにすると有効な戦略も変わってくる。
起動後のオープニングデモとタイトル画面はファミコン版のパロディである。
サテラビューでは「マンスリーイベント」枠の最終作として、1998年3月より体験版を兼ねたイベント版が放送された。全4作放送され、各々製品版から抜粋した1つのマップがプレイできる。ニンテンドウパワー専売ソフトのうち、サテラビュー体験版の放送がされた作品は本作と『Zooっと麻雀!』のみとなった。
出現ショーグンは以下の通り。
レッドスター軍所属
ヤン・デルタ
CPU思考パターン1。テーマ曲はファミコン版のレッドスターのBGMのタイプA。
ブルームーン軍所属
ロジェンスキー
CPU思考パターン2。「たまにミスをする」という、意図不明な行動を取りショーグンの中では一番弱いとされている。テーマ曲はファミコン版のブルームーンのBGMのタイプA。
グリーンアース軍所属
フォン・ロッソ
敵軍に攻め込むことを最優先する。テーマ曲はファミコン版のレッドスターのBGMのタイプB。
イエローコメット軍所属
ヘットラー
安い歩兵ユニットを捨て駒にして首都防衛を図る。テーマ曲はファミコン版のブルームーンのBGMのタイプB。
所属フリー
キャロライン
紅一点。ファミコン版で言う損害が少ないタイプ。ラッキーガールと説明されている。このためレベルアップありで最大レベルに達すると、7将軍の配下の中で最強のユニットになる。なお、テーマ曲は新たに追加された曲。
ビリー・ゲーツ
大富豪の息子。毎ターン軍資金が10000多く手に入る。これは占領した都市10箇所分の収入に当たる。なお、テーマ曲は新たに追加された曲。
ミスター・ヤマモト
ユニット生産時から経験を積んだ状態(Lv2)になっている。配下が精鋭部隊であると説明されている。レベルアップなしの場合は、7将軍の中で唯一高レベルユニットが使用できる。なおテーマ曲は新たに追加された曲。

#### ゲームボーイウォーズアドバンス
ゲームボーイアドバンス、北米で2001年9月9日発売。ゲームボーイウォーズと名はつくがシステムはファミコンウォーズの流れを汲んでいるのでここで記す。
発動フェイズにマップ全体へショーグンごとの異なる効果を与えるショーグンブレイクと、各国の影で暗躍する敵対ブラックホール軍追加。
出現ショーグンは以下の通り。
レッドスター/オレンジスター軍。
モチーフはアメリカ軍。日本版はレッドスター、海外版はオレンジスター。
キャサリン
チュートリアルモードであるサクセンルームで新人シレイであるプレイヤーにゲームの手順を教える女性教官のショーグン。

基本能力は与えるダメージにランダムで加算。
ショーグンブレイクはダメージ加算数値が増強されるミラクルチャンス。
リョウ
メカニック少年のショーグン。ゲームボーイウォーズアドバンス1と2で主人公を務める。
特徴としても長所・短所ともないタイプ。
ショーグンブレイクは自軍全部隊の耐久値を2回復するハイパーリペア。
物語終盤で自身のコピーと戦う事になる。
マックス
猪突猛進なマッチョマンのショーグン。
基本能力として直接攻撃力が高いが、間接攻撃の射程が1低下し威力も低い。
ショーグンブレイクは直接攻撃の威力が更に強化され、更に直接攻撃ユニットの移動力が1増えるマキシマムブロウ。
1での物語の展開次第では物語終盤で一時的にブルームーン軍に移籍する。
ドミノ
特殊部隊出身の女性ショーグン。
基本能力として歩兵系ユニットの火力が高く、拠点制圧は通常の1.5倍。更に輸送ユニットの移動力が1増える。代わりに歩兵以外の直接攻撃の威力が低い。
ショーグンブレイクは歩兵系ユニットを強化、移動力を1増やし、天候による移動コストを無効化するウィニングマーチ。
1での物語の展開次第では物語終盤で一時的にグリーンアース軍に移籍する。
ブルームーン軍。
モチーフはロシア/旧ソ連軍。
ホイップ
ブルームーンのシンボルとされるサンタ風（海外版は車掌風）の古参将軍。キャサリンは教え子。
リョウ同様、性能はノーマル。ただし降雪時の燃費はホイップだけそのまま。
ショーグンブレイクは雪を降らせるスノウホワイト。『2』以降は敵ユニットの耐久にも打撃を与える。
ビリー
射程が長いガンマン型のショーグン。
レッドスター軍に在籍していたが、ホイップに引き抜かれた設定を持つ。
間接攻撃に強くビリーだけ射程は長いが、直接攻撃は弱い。
ショーグンブレイクは間接攻撃力アップと射程がさらに増加するテクニカルスナイプ。
グリーンアース軍。
モチーフはドイツ軍。
イーグル
空中戦に強いエアバトラー型のショーグン。リョウとは自他ともに認めるライバル。
空軍の性能に優れる一方、海軍は非常に弱い。
ショーグンブレイクは一度行動したユニットがもう一度使えるようになるライトニングドライブ。
1での物語の展開次第ではヘルボウズにとって代わって彼がキャンペーンのラスボスとして立ちはだかる。
モップ
海賊出身で太っちょのショーグン。イーグルの親友。
イーグルと反対で海軍に強く、空軍に弱い。また雨天時の燃費はモップのみそのまま。
ショーグンブレイクのジャイアントウェーブは相手の耐久を1減らす。なお後期作では相手ユニットの燃料を半減させることができ、凶猛さに磨きがかかる。
イエローコメット軍。
モチーフは日本軍。
キクチヨ
丁髷に甲冑(『2』では軍服)姿のイエローコメット国王。
ユニットの性能は攻守とも2割増しと素晴らしいが、生産コストは割高。
ショーグンブレイクのイットーリョーダンで全ユニットの性能が上がる。
アスカ
メガネの女性ショーグンでキクチヨの娘。（海外版はメガネなし）。
キャサリンと逆で与えるダメージがランダムで減少。
しかし索敵範囲はアスカだけ大きく、アスカが敵の場合ユニットの耐久力がわからなくなる。
ショーグンブレイクのワンダーサーチで森、岩礁に隠れた敵を探知できるようになる。
ブラックホール軍
ヘルボウズ
平和を憎み破壊を好むラスボス。
ヘルボウズには防御特化型とブレイク使用の可否が分かれたの2パターンのクローンと、リョウのクローン、そして本体の4人の将軍がいる。
性能としては攻守共に強い。また降雪時以外での移動コストが少ない。
ショーグンブレイクのメテオストライクは、敵ユニットが密集する場所に隕石を落として大打撃を与える。

#### ゲームボーイウォーズアドバンス2
ゲームボーイアドバンス、北米で2003年6月23日発売。スペシャルブレイクシステム追加。
出現ショーグンは以下の通り。
レッドスター軍
ハチ
ショップに登場する商人を本職とするショーグン。
性能は標準だが、1割引きで生産できる。
ブレイクで生産半額、スペシャルブレイクで自軍都市で陸上ユニットが生産できるようになる。
ブルームーン軍
イワン
富豪の出自を持つ少年のショーグン。
攻撃力は1割引きだが、2割引きでユニット生産できる。
ブレイクで資金を1.5倍とし、スペシャルブレイクで所持金に応じ攻撃力が飛躍的に向上。
グリーンアース軍
ハンナ
戦車部隊から成り上がった女性ショーグン。
車輌に強く、車輌以外の攻撃力に欠ける。
ブレイク・スペシャルブレイクとも車輌部隊のみの攻撃力アップだが、自軍ユニットの燃料、弾数を全回復できる。
イエローコメット軍
ヤマモト
キクチヨ、ハチとアスカの師匠にあたる、レジェンドとされた老ショーグン。
歩兵、戦闘ヘリの攻撃に優れ、輸送部隊の機動が1上がる。
パラシュート部隊の如くブレイクでは歩兵、スペシャルではバズーカ兵を空いた自軍都市に投下する。
ブラックホール軍
コング
マックスとよく似たマッチョマン型のショーグンで、一兵卒から出世したたたき上げ。
一見強力そうだが実際は力任せで、与えるダメージがバラつく。
ブレイク・スペシャルともバラつきの振れ幅が大きくなる。
キャット
コングと反対でメカと知力を持ち味とする女性ショーグン。
地形効果にしたがって攻撃力が上がる。
ブレイクで山や森でも移動コストが1となり、スペシャルでは地形効果が2倍になる。
スネーク
コング、キャットの上司にあたる部長クラスのショーグン。
性能は標準。
ブレイク・スペシャルともユニット機動力が上がる。
ホーク
スネークの上司にあたる上級幹部クラスのショーグン。最終戦闘で勝利するとヘルボウズを殺害する。
全ユニットの攻撃力が上がる。
ブレイク・スペシャルとも自軍ユニットの耐久力アップ＆敵ユニットの耐久力ダウン。

#### ゲームボーイウォーズアドバンス1+2
ゲームボーイアドバンス、2004年11月25日発売。
ゲームボーイウォーズと名はつくがシステムはファミコンウォーズの流れを汲んでいるのでここで記す。日本での発売が延期になっていた『ゲームボーイウォーズアドバンス』と続編である『ゲームボーイウォーズアドバンス2』をカップリングして発売。Wii U用バーチャルコンソールは2014年4月3日配信開始。レイティングはCERO：A（全年齢対象）。
ゲームシステム上は2作品は完全に独立しており、タイトル画面からどちらのゲームで遊ぶかを選択する方式である。
欧米では、本作のリメイク版となるNintendo Switch用ソフト『Advance Wars 1+2: Re-Boot Camp』が2023年4月21日に発売された。開発はWayForward Technologies。各ユニットが3Dキャラクター化されており戦闘も3Dアニメーションで行われる。また、最大4人のマルチプレイに対応している。当初は2021年12月3日に発売予定としていたが2022年4月8日に延期されたのちに再延期された。再延期の理由について任天堂は「最近の世界の出来事を考慮」としており、同年2月に勃発したロシアのウクライナ侵攻が原因とみられている。その後、新たな発売日が2023年4月21日と発表された。日本での発売は未定。

#### ファミコンウォーズDS
ニンテンドーDSで2005年6月23日発売。北米は2005年8月22日発売。Wii U用バーチャルコンソールは2016年4月20日配信開始。レイティングはCERO：A（全年齢対象）。
2画面を利用した、地上と空中のマップ表示などの新要素がある。二人のショーグンをセレクトが可能そしてタッグブレイクシステム追加。ストーリー上のつながりは大きくないが、『アドバンス1+2』と地続きの世界観となっている。
出現ショーグンは以下の通り。
レッドスター軍
ジョン
本作の主人公。自然を愛し、女性ショーグンに人気にある優男のショーグン。
平地での戦闘に強い。
ブレイク・スペシャルで間接の射程が伸びる。タッグはレイチェル・ハンナと親密で、キャンドルを嫌悪。
レイチェル
女性教官のショーグン。キャサリンの妹でジョンの上官。
頑張り屋の部下が多く、自軍拠点での回復量が多い。
ブレイクで与えるダメージはランダムで増加。スペシャルでミサイルを3発打ち込める。タッグはキャサリン・ジョンと親密で、チャッカを嫌悪。
ブルームーン軍
サーシャ
イワンの姉にあたる女性ショーグン。
性能特徴こそないが、毎ターンの収入が100多い。
ブレイクでは所持金に応じて敵のブレイクケージを除き、スペシャルでは与えたダメージに応じて資金が増える。タッグはイワンと親密。
グリーンアース軍
ビットマン
西洋騎士の風貌をしたショーグン。
間接攻撃に対する防御に強い。
ブレイク、スペシャルとも間接防御力、司令塔効果が強まる。タッグではハンナ、キクチヨと親密。
イエローコメット軍
コウゾウ
関西弁を操る強面のショーグン。好物はタコ焼き。
攻撃力が高く打たれ弱い。
ブレイク、スペシャルとも攻撃力アップ。タッグではヤマモトと親密。
新生ブラックホール軍。
ホークらの既存メンバーとは対立関係。
ジーポ
正体不明。ボール型のショーグン。
性能、ブレイク、スペシャルはコングとほぼ同様。
タッグはチャッカ、キャンドルと親密。
チャッカ
中華風のショーグン。毒舌。
性能、ブレイク、スペシャルはスネークとほぼ同様だが、道路での戦闘に優れる。
タッグではスネーク、ジーポ、キャンドルと親密で、レイチェルを嫌悪。
キャンドル
新生ブラックホール軍上級幹部クラスの女性ショーグン。ジーポ、チャッカの上官。尊大な性格。
性能は通常だが、拠点での戦闘に優れる。
ブレイクで拠点上にいる敵ユニットの耐久力を3減らす。スペシャルでは自軍拠点数に応じて攻撃力アップ。
タッグではジーポとチャッカは親密で、ホークとジョンを嫌悪。
ヘルボルト
新生ブラックホール軍の総帥だが、生命維持装置を取り付けている弱々しい老ショーグン。
攻撃力が高い。
ブレイクがなく、スペシャルでは落雷攻撃で敵ユニットの耐久力を3減らし、自ターンの行動を1ターン不可にする。

#### ファミコンウォーズDS 失われた光
北米版はニンテンドーDS用ソフトとして2008年1月21日発売。日本国内版はニンテンドー3DS専用のDSiウェアとして、2013年10月30日にクラブニンテンドーの2013年度プラチナ会員の特典として無料配信開始。レイティングはCERO：A（全年齢対象）。
ウォーズシリーズの第12作。ゲームシステムは前作『DS』の流れを汲んでいるが、世界観はこれまでの地続きでなく刷新されており、シリアス寄りのストーリーになっている。緑軍がおらず、軍の名称が新しくなった。ショーグンユニットシステムの追加によるブレイクシステムの大幅改良、作戦会議コマンドでヒントが見られるなどが特徴。キャラクターデザインは『ザ・キング・オブ・ファイターズ』などで知られるヒロアキが担当。
国内版のリリースまでの経緯
日本国内での発売は、諸事情によりゲーム自体が完成していたにもかかわらず幾度となく延期され、その間に市場もニンテンドーDSからニンテンドー3DSを中心に移行していたことから、一時はこのままお蔵入りかと思われた。しかし、2013年10月30日より、クラブニンテンドーの2013年度プラチナ会員の特典として、ダウンロード版を、ニンテンドー3DS専用のDSiウェアという形式で無償で配信すると発表された。また、一般会員向けにも、2014年5月より800ポイントでの交換タイトルとして配信していた。
その他
海外版の内部データには、日本語テキストやタイトルが収録されており、非正規の方法により日本語表示でプレイが可能となっている。
出現ショーグンは以下の通り。
ルベル軍第12独立中隊（Rubel Armed Force 12th Indepence Company）（赤）
エド
本作の主人公。
ブラウン
独立中隊の隊長。
リン
独立中隊の戦術家。
カトレア
記憶を失った謎の少女。
サフィラス軍（Sapphirus Federation Army）（青）
アトリー
トラク
カーライル
新生ルベル軍（Ruber Armed Forced）（黄）
コール
（使用不可）
ディーター
ジギスムント
IDS（Intelligent Defense Systems）（黒）
ローミィ
リーゼロッテ
ベリス
（オンラインモード使用不可）
無秩序勢力
ヴァンダ
（使用不可）

### ゲームボーイウォーズシリーズ
前述のように、『ゲームボーイウォーズアドバンス』シリーズはゲームボーイウォーズでなくファミコンウォーズの流れを汲むシリーズである。

#### ゲームボーイウォーズ
ゲームボーイ、1991年5月21日発売。ニンテンドウパワー版は2000年3月1日書き換え開始。
マップチップの形状はスクエアのままだが奇数列と偶数列で半マス分ほど座標をずらすことで周囲6方向へ移動が可能となるよう変更された（ヘックスと似ているがヘックスが縦軸へ直進するのに対し、こちらは横軸へ直進する）。全36面。新ユニットの追加、都市の占領システムの変更、視界が制限されるテキサクモード、全補給のオート可などが実装された。当時の同ジャンルのゲームの仕様として珍しくなかったが、COMの思考時間がかなり長い。なお、本作の発売前の当時のイラク情勢の影響で発売が半年ほど延期された。

#### ゲームボーイウォーズTURBO
ゲームボーイ、スーパーゲームボーイ対応、1997年6月27日発売。ニンテンドウパワー版は2000年3月1日書き換え開始。製作発売はハドソン。
本作ではハドソンが以前に自社で発売したウォーシミュレーションゲームの思考エンジンのノウハウを活かし、前作の欠点とされていたCOM側の思考時間の長さを解消すべく「とにかく速くする」ことが指標とされた。結果、思考速度は前作の約5倍となっており、戦闘シーン等のアニメーションのスピードも高速化され快適なプレイが実現された。反面、前作で最後まで流れていたアニメーションシーンのBGMが高速化により演出時間が短縮されるため曲の途中で途切れてしまうようにもなった。マップも全54面と大幅に増加されたが2人対戦プレイは実装されていない。ターンの始めのオートセーブにも対応。
なお発売元が任天堂ではなくハドソンとなっているのは、当時のハドソンの常務取締役であった中本伸一（現有限会社サイレントシステム取締役）がゲームボーイウォーズのファンであり、バージョンアップ版の製作の企画を任天堂に持ち込み、ライセンス契約を交わした上でハドソン側で製作発売したからである。
ゲームボーイウォーズTURBO ファミ通version
ゲームボーイ、スーパーゲームボーイ対応。
ゲームボーイウォーズTURBOとのタイアップ企画としてファミ通の懸賞商品として作られたオリジナルマップの別バージョン。カートリッジなどのタイトル部分では「ファミ通version」と表記されているが、マニュアルには「ファミ通ver.」と表記されている。以下、マニュアルから一部抜粋。『なお、この「ファミ通ver.」では6面プラスαの構成が、「ゲームボーイウォーズTURBO」製品版では、新50面プラスαの構成となっています。この「ファミ通ver.」でトレーニングして製品版にチャレンジしてください。』

#### ゲームボーイウォーズ2
ゲームボーイ、ゲームボーイカラー、スーパーゲームボーイ対応、1998年11月20日発売。製作発売はハドソン。
ゲームボーイウォーズTURBOに引き続いてハドソンより制作発売された。前作TURBOのバージョンアップ的な位置づけで制作されており、思考時間の更なる短縮（前作の約3倍速）、ユニットの移動範囲や攻撃範囲の表示、一部使用頻度の少ないユニットの廃止、前作TURBOでは実装されなかった2人対戦プレイの復活などがある。全54面のマップ他にマップエディタも搭載されており、これらは通信ケーブルで相互に交換も可能。更にゲームボーイカラーでの起動時には、グラフィックのカラー化、CPUの倍速モードで通常よりも更に思考時間が短縮される等の恩恵もあった。尚、COM側の思考パターンはTURBOと2とではそれぞれ異なる。また。64GBパックにより、NINTENDO64の64ウォーズとの相互リンクも可能な設計だったが、64ウォーズの発売中止に伴いこの機能が使われることはなかった。

#### ゲームボーイウォーズ3
ゲームボーイカラー専用、2001年8月30日発売。製作発売はハドソン。
ナンバリングタイトルだが、ゲームシステム・ユニットなど大幅な仕様変更がされており、ネクタリスのようなテンポのよいものになった。マップはビギナー16面+キャンペーン45面+スタンダード60面。なお、開発段階での名前は「ゲームボーイウォーズ ポケットタクティクス」。モバイルシステムGBにも対応していた。

### 突撃!!ファミコンウォーズシリーズ

#### 突撃!!ファミコンウォーズ
ニンテンドー ゲームキューブ、2005年10月27日発売。
リアルタイムストラテジー要素があるTPSである。また、詰め将棋的な要素も強い。シリーズで初めて「CERO：B（12才以上対象）」に区分される。
CMでは、コンバットのBGMが使用された。

#### 突撃!!ファミコンウォーズVS
Wii、2008年5月15日発売、北米で2007年10月29日発売。
『突撃!!ファミコンウォーズ』の続編。ニンテンドーWi-Fiコネクションを利用したフリー対戦（合戦）・シナリオ対戦・協力プレイの3つのマルチプレイに対応。前作には無かった海軍ユニットなども追加される。

## テレビコマーシャル
ファミコン版
1988年夏期に放映された本作のテレビCMは、映像や歌詞やラストカットなどが映画『フルメタル・ジャケット』のパロディであり、「ファミコンウォーズが出るぞ かあちゃんたちには内緒だぞ」のユニークなフレーズが注目を集め人気を得た。なお、本ゲームの発売後は歌詞の「出るぞ」の部分が「出たぞ」に差し替えられて放映された。また、このCMにはゲーム画面は一切出てこない。
制作の指揮を取ったのは、後に『ファイアーエムブレム 暗黒竜と光の剣』と『ゼルダの伝説 神々のトライフォース』のCMも担当することになる倉恒良彰であった。倉恒は、この3作のCMを指して「歌もの三部作」と呼んでいる。余談だが、CM制作にあたって米軍に許可を求めたところ、「広報の一環になる」と快諾されたという。
このCMは、アメリカ海兵隊の隊員が訓練中にミリタリーケイデンスの替え歌としてこのゲームを宣伝する歌を歌うもので、米軍演習地で本物の海兵隊員を使って撮影され、実際に彼らが歌っている。ただし、最終的にはCMオンエアでは、日本人によるアフレコになった。
隊員に厳しい訓練を下す鬼教官（『フルメタル・ジャケット』のハートマン軍曹にあたる）と、彼にしごかれる太めの隊員（『フルメタル・ジャケット』の「微笑みデブ」ゴーマー・パイルにあたる）の2人だけは、撮影のために呼ばれた俳優である。
撮影に当たっては、隊員たちに「ローマ字表記の歌詞カード」を渡して日本語のような発音で歌わせたが、その際セリフの意味の説明をしたところ、「かあちゃんたちには内緒だぞ」の箇所では爆笑が起きたという。
発売前には、本作のプロモーションビデオがおもちゃ屋やゲームショップなどの店頭で無料配布された。ゲームの流れを簡単にわかりやすく数人の役者がコント風に演じて紹介する構成で、冒頭には発売前バージョンのテレビCMも収録していた。
スーパーファミコン版
1988年にスーパーファミコンの仕様が発表された際には、本ゲームのCMの映像を取り込んだデジタイズの画像がグラフィックの描画機能の説明に使用された。
ゲームボーイ版
1991年発売の続編の『ゲームボーイウォーズ』も同じような構図のCMであるが、制服姿の女性兵士たちが空軍の飛行場を走るという構図に変更されている。また、銃の代わりにゲームボーイを持ち、前作CMの歌詞の「母ちゃんたちには内緒だぞ」が「父ちゃん一緒に遊びましょ」になっている。最後にウインクをする女性兵士の姿に心を奪われる当時のファンもいた。
ニンテンドーDS版
2005年発売の『ファミコンウォーズDS』のCMは、1作目・2作目と同じ構図である。海兵隊訓練生が住宅街の中でデッキブラシを持って走り、銭湯でブラシがけをするという「戦闘」と「銭湯」をかけた内容である。訓練生の衣装は、映画『フルメタル・ジャケット』の前半部分の海兵隊訓練所の訓練生を模したものとなっている。
派生作である『突撃!!ファミコンウォーズ』のCMでは、コンバットのBGMが使用された。

## 発売中止タイトル
64ウォーズ
NINTENDO 64、1999年2月26日発売予定。
ハドソンから発売予定であったが諸般の事情で発売中止となった。当時のゲーム誌では画面写真も多数公開されほぼ完成していたとみられ、64ウォーズのゲーム内容や収録マップはゲームボーイウォーズ2と同一のものだった。
64GBパックを使用してゲームボーイウォーズ2とリンクさせる連動要素も予定されており、64GBパックで両ソフトをリンクさせることにより、相互にシームレスなプレイやデータ交換が可能な仕様も用意されていた。
GB側でゲームボーイウォーズ2をプレイ後、64GBパックとリンクさせて64ウォーズ上で続きをプレイ、あるいはその逆をシームレスに行うことが可能であり、GBでは携帯性を、N64では64ビットのCPUパワーを活かした高速処理やTVモニター上でのプレイなど、それぞれのハードのアドバンテージを活かせるような設計になっていた。

## 他作品への登場
大乱闘スマッシュブラザーズシリーズ
ゲストキャラクターが登場しプレイヤーを援護するアイテム「アシストフィギュア」として「センシャ&ホヘイ」が登場。ドット絵で描かれた戦車と歩兵たちが弾を放ちながら行進する。また、同作品の収集要素「シール」では、リョウやドミノなど『ゲームボーイウォーズアドバンス』系列キャラの公式イラストが登場する。
キャプテン★レインボー
Wii、2008年8月28日発売。
舞台となるミミン島の住人として「ファミコンウォーズの兵士」（ゲーム中では略して「ファミコン兵士」と表示）が登場。バレーボールチームを組む。
あそぶメイドイン俺
Wiiウェア、2009年4月29日発売。
収録されたプチゲーム（ミニゲーム）の一つとして、シリーズ第1作目をモチーフとした「ファミコンウォーズ」が登場する。なお、内容説明の文には前述のテレビCMを意識した「ファミコンウォーズがでーたばーい」という文がある（語尾が博多弁なのは、登場キャラであるエイティーンボルトの口癖のため）。
SDガンダム ガシャポンウォーズ
シミュレーションマップの一つに「ソラマメジマ」というFC版のステージが登場する。